# Ein Bulle im Zug
Ein Bulle im Zug ist ein Roman des deutschen Schriftstellers Franz Dobler. Der Roman handelt von einem Polizisten, der mit einer ziellosen Bahnreise einen fehlgeschlagenen Einsatz zu verarbeiten versucht, bei dem er einen Menschen erschossen hat. Er erschien 2014 beim Tropen Verlag, einem Imprint des Klett-Cotta Verlags. Im Folgejahr gewann er den Deutschen Krimi Preis.

## Inhalt

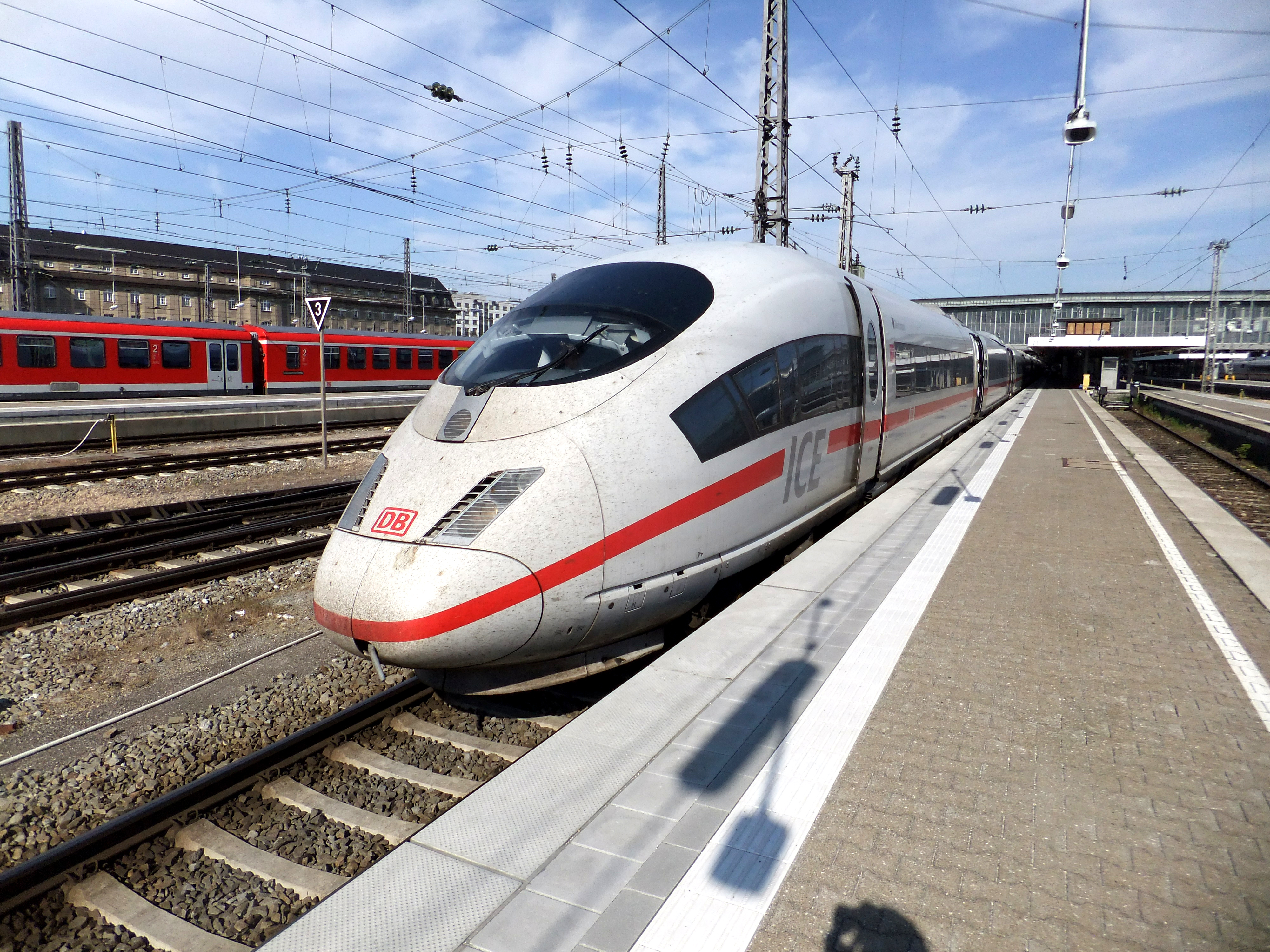
In einem ICE im Münchner Hauptbahnhof beginnt Fallners Reise

Bei einem nächtlichen Einsatz erschießt der 43-jährige Münchner Polizeibeamte Robert Fallner den jugendlichen Gewalttäter Maarouf R. Fallner glaubt in Notwehr gehandelt zu haben, will er doch gesehen haben, wie der Junge eine Pistole zog. Doch eine Waffe wird nicht gefunden, Fallner wird suspendiert und sein Kollege und Freund Eric Maier sagt gegen ihn aus. Durch das Geschehen traumatisiert beginnt Fallner unkontrolliert zu trinken, und seine Beziehung zu seiner Frau Jaqueline, ebenfalls eine Polizistin, verschlechtert sich zusehends. Auch die Gespräche mit der Psychotherapeutin Dr. Vehring scheinen Fallner nicht weiterzuhelfen, da verfällt der Sohn eines Rangierers auf die Idee, sich mit einem langgehegten Traum selbst zu kurieren. Er kauft sich eine Bahncard 100 und fährt ziellos kreuz und quer durch Deutschland.
Fallners Begleiter sind eine illegal erworbene Makarow, angeblich die Waffe, mit der Lee Morgan erschossen wurde, und der Geist des Toten, der ihm in Tag- und Nachtträumen erscheint und seine Aktionen höhnisch kommentiert. Trotz Dienstunfähigkeit gibt ihm sein Chef den Auftrag mit, nach einem bahnfahrenden Serienmörder Ausschau zu halten, durch den sich verschiedene Morde in der Nähe von Bahnhöfen verknüpfen ließen. Doch meistens kommt Fallner nur mit zufälligen Reisebekanntschaften ins Gespräch. Besonders fühlt er sich von den gestrandeten und herumlungernden Außenseitern auf Bahnhöfen angezogen, und so legt er sich mit örtlichen Polizisten an, die einen Obdachlosen im Berliner Hauptbahnhof drangsalieren, bis sein Kollege Telling die Situation beschwichtigen kann. Fallner kehrt in zahlreichen heruntergekommenen Bahnhofskaschemmen ein, und sein Alkoholkonsum führt immer wieder zu einem alptraumhaften Delirium.
Zum ersten Mal seit Monaten besucht er seinen früheren Freund Eric Maier, doch findet er keinen Zugang zu dem Kollegen mehr und lässt seiner Wut in einem Gewaltausbruch freien Lauf. Weil er seine Frau verdächtigt, ihn zu betrügen, observiert er Jaqueline aus seiner Stammkneipe Bertls Eck. Als Dr. Vehring überraschend seine Therapie abbricht, nötigt er ihr bei einem Hausbesuch die Ergebnisse von Erics Theparie ab: Sein Kollege gestand, Maaroufs Pistole beiseitegeschafft zu haben, um Fallner zu belasten und Jaqueline für sich zu gewinnen. Tatsächlich ertappt Fallner die beiden bei einem Seitensprung und bedroht sie mit seiner Makarow, bis Eric die Unterschlagung zugibt und ihm die Glock des Toten aushändigt. Mit dem entlastenden Beweisstück in der Tasche, das doch ganz anders aussieht, als er sich erinnert, wagt Fallner endlich die Fahrt nach Hause zu seinem demenzkranken Vater, den er wegen seiner Brutalität ein Leben lang gehasst hat. An der Seite seiner Jugendfreundin Johanna bleibt auch der tote Junge in seinem Kopf zum ersten Mal ruhig und schläft.

## Rezeption

Franz Dobler: „Es ist der Roman, der sicher am weitesten weg ist von mir selbst“.

Doblers Roman Ein Bulle im Zug wurde in zahlreichen deutschsprachigen Feuilletons besprochen. Im November 2014 erreichte er Platz 1 auf der KrimiZEIT-Bestenliste. In der Jahreswertung 2014 rangierte er auf Position 5. Im Jahr 2015 erhielt er den Deutschen Krimi Preis in der Kategorie National.
In den Rezensionen wurde häufig infrage gestellt, ob Ein Bulle im Zug noch zur Kriminalliteratur zu rechnen sei. Thomas Wörtche urteilt, es sei „ein kompletter, richtig guter Kriminalroman“. Zwar gibt es einen Fall und eine Auflösung, doch ist der Roman für Thomas Stillbauer ein „Psychogramm, ein abgedrehtes Rail-Movie“. Die „Erzählstränge zucken durcheinander“, scheint kurz ein Krimi-Plot auf, wird auf der nächsten Seite „schon wieder weiterfantasiert“. „Nicht unbedingt etwas für den Hardcore-Krimifan“ ist das Buch laut Andreas Ammer, „aber für den Genießer der Abschweifung“. Und laut Elmaer Krekeler ist es „etwas für Menschen mit einem erweiterten Thrillerbegriff. Ein literarisches Kunststück. […] Ein Buch, dessen Bilder vorbeifliegen wie die Landschaften an der Fensterscheibe vom Zug. Ein grandioser Trip.“
Doblers Sprache ist für Jürgen Kaube „maximal ungemütlich und von der Treffsicherheit des übernächtigten Bewusstseins, sie hartgesotten und nicht jugendfrei zu nennen wäre stark untertrieben.“ Der „fortlaufende innere Monolog“ des Protagonisten lasse nichts aus: „Sex und Jazz, Psychotherapie und Prostitution, Stadt und Müll, Dropouts und Dropins, die Eltern und die Frau und immer wieder das Leben der Polizisten“. Alexander Cammann liest „ein verdammt lässiges Stück Kunst“, das von Dobler dem wahren Leben abgelauscht worden sei, „in allerhöchster Präzision sprachlich glänzend imitiert, in vulgären, knalligen Dialogen und Fallners manischem Dauerselbstgespräch.“ Laut Thomas Wörtche hat Dobler „unfassbare gute Augen und Ohren für den Irrwitz, die furchtbare Komik und den Wahnsinn nicht nur des gesellschaftlichen Pandämoniums, das in Zügen unterwegs ist“. Demit zählt der Roman für ihn „zu den Klassikern der Zugreiseliteratur von Patricia Highsmith bis H.R.F. Keating“. Laut Andreas Schnell hat Dobler die „uramerikanischen Genres der Road-Literatur und des Hardboiled-Krimi vereint und auf deutsche Verhältnisse“ übertragen.
Der Polizist Fallner ist für Franz Kotteder ein typischer Dobler’scher Protagonist, ein gebrochener Held und „ziemlich ramponierter, einsamer Wolf“. Schon sein Name ist Programm: Er ist ein gefallener Engel und ermittelt den ganzen Roman hindurch in seinem eigenen Fall. Die Ermittlung in eigener Sache wird zu einem „Vexierspiel mit der Wirklichkeit“, in dem „sich Wahrheit und Phantasie oft vermischen“. So endet der Roman zwar mit einer Krimi-typischen Auflösung, doch der Leser kann sich nicht sicher sein, „wie viel von dieser Auflösung der Wahrheit entspricht und was vielleicht nur die Ausgeburt einer merkwürdig kranken Phantasie ist.“ Für Elmar Krekeler ist Fallner jedenfalls „der denkbar unglaubwürdigste literarische Zeuge seiner Geschichte“. Dobler beschreibt: „Es geht auch darum […] wie sehr Erinnerungen täuschen können. Es kommt jedes Mal etwas Neues hinzu, und am Ende ist unklar, was noch Wirklichkeit ist.“ Mit der Figur eines Polizisten, „der keiner mehr sein will oder keiner mehr sein kann“ sei er „so weit von mir weggegangen wie noch nie“. Die Geschichte Robert Fallners hat er 2016 mit Ein Schlag ins Gesicht fortgeschrieben.

## Ausgaben
- Franz Dobler: Ein Bulle im Zug. Tropen, Stuttgart 2014, ISBN 978-3-608-50125-4.
- Franz Dobler: Ein Bulle im Zug. Heyne, München 2016, ISBN 978-3-453-67696-1.